# Hormosina
Hormosina, en ocasiones erróneamente denominado Arhormosum, es un género de foraminífero bentónico de la subfamilia Hormosininae, de la familia Hormosinidae, de la superfamilia Hormosinoidea, del suborden Hormosinina y del orden Lituolida. Su especie tipo es Hormosina globulifera. Su rango cronoestratigráfico abarca el Holoceno.

## Discusión
Clasificaciones previas incluían Hormosina en el suborden Textulariina del orden Textulariida o en el orden Lituolida sin diferenciar el suborden Hormosinina.

## Clasificación
Se han descrito numerosas especies de Hormosina. Entre las especies más interesantes o más conocidas destacan:
- Hormosina globulifera
- Hormosina ovulum
- Hormosina trinitatensis

Un listado completo de las especies descritas en el género Hormosina puede verse en el siguiente anexo.